# Rapateaceae
Rapateaceae is een botanische naam, voor een familie van eenzaadlobbige planten. Een familie onder deze naam wordt vrij regelmatig erkend door systemen van plantensystematiek, en ook door het APG-systeem (1998) en APG II-systeem (2003).
Het gaat om een niet al te grote familie, van een kleine honderd soorten. Deze komen voor in tropisch Zuid-Amerika, met één soort (Maschalocephalus dinklagei) in West-Afrika.
In APG I werd de familie niet ingedeeld in een orde, maar alleen in de clade commelinoids (in de 23e druk van de Heukels vertaald met "Commeliniden"); in APG II wordt ze geplaatst in de orde Poales. In het Cronquist-systeem (1981) was de plaatsing in de orde Commelinales.